# Односи Србије и Немачке
Односи Србије и Немачке су инострани односи Републике Србије и Савезне Републике Немачке.

## Историја односа
Године 1189, цар Светог римског царства немачке нације Фридрих Барбароса на крсташком походу срео се са оснивачем најпознатије средњовековне српске династије великим жупаном Стефаном Немањом.
За време цара Душана на његовом двору је служио немачки витез Палман Брахт.

### Односи Југославије и Немачке
Милан Стојадиновић је посетио Берлин 1938.
Дана 2. јуна 1939. је одржана Војна парада у Берлину, у част посете кнеза намесника Павла Карађорђевића Немачкој.
Приступање Југославије Тројном пакту (25. марта 1941) је проузроковало два дана касније војни пуч и његово поништење, а Немачка, Италија и Мађарска су на ово одговориле инвазијом на Југославију, окупирајући и делећи њену државну територију уз асистенцију Бугарске.

## Билатерални односи
Дипломатски односи са Савезном Републиком Немачком обновљени су 1951. године.

### Косово и Метохија
Немачка је признала једностарано проглашење независности Косова. Немачка је гласала за пријем Косова у УНЕСКО приликом гласања 2015.

### Посете
Канцеларка Ангела Меркел је посетила Србију од 22-23. августа 2011. и од 8-9. јула 2015.
Посете Председника Владе Р. Србије Александра Вучића:
- Званична посета Берлину од 11-12. јуна 2014. на позив немачке канцеларке Ангеле Меркел.
- посетио је Берлин и 30. јуна 2014, 18. маја 2015. и 7. септембра 2015.
- посетио немачку покрајину Баден-Виртемберг од 3-4. фебруара 2015.
- посетио немачку покрајину Баварска 27. јула 2015.[1]
- посетио немачку покрајину Хамбург 31. октобра 2016.[2]

Немачки канцелар Олаф Шолц посетио је Србију од 18-19. јула 2024. године.

### Економски односи
- У 2020. години укупна робна размена износила је преко 6 милијарди долара. Од тога извоз из Србије био је 2,51 милијарда, а увоз 3,57 милијарди УСД.
- У 2019. укупно је размењено роба у вредности за више од 5,9 милијарди УСД. Извоз из наше земље био је 2,47 милијарди, док је увоз вредео 3,44 милијарде долара.
- У 2018. години укупна робна размена је износила преко 5,7 милијарди долара. Извоз из РС вредео је 2,29 милијарди, а увоз 3,47 милијарди УСД.
- У 2012. укупно је размењено роба у вредности за више од 3,3 милијарде УСД. Од тога извоз из Србије био је 1,30 милијарде, а увоз 2,05 милијарде долара.
- У 2007. години укупна робна размена износила је преко 3,1 милијарде долара. Извоз из наше земље вредео је 937 милиона, док је увоз износио 2,19 милијарди УСД.[3][4]

### Дипломатски представници

#### У Београду
- Анке Конрад, амбасадорка, 2022. -
- Томас Шиб, амбасадор, 2018. - 2022.
- Аксел Дитман, амбасадор, 2015. - 2018.[5]
- Хајнц Вилхелм, амбасадор, 2012. - 2015.
- Волфрам Мас, амбасадор, 2007. - 2012.
- Андреас Цобел, амбасадор, 2005. - 2007.
- Курт Леонбергер, амбасадор, 2002. - 2004.
- Јоаким Шмит, амбасадор, 2000. - 2002.
- Вилфрид Грубер, амбасадор, 1996. - 1999.
- Герхард Е. Шрембгенз, отправник послова, 1992. - 1996.
- /  Хансјерг Ајф, амбасадор, 1988. - 1992.
- Гизела Рекер, амбасадор, 1984. - 1987.
- Хорст Граберт, амбасадор, 1979. - 1984.
- Јеско фон Путкамер, амбасадор, 1975. - 1979.
- Јоаким Јенике, амбасадор, 1970. - 1974.
- Петер Блакстајн, амбасадор, 1968. - 1969.
- Карл Георг Флајдерер, амбасадор, 1955. - 1957.
- Ханс Крол, амбасадор, 1953. - 1954.
- Хајнрих фон Харденберг, амбасадор, 1952. - 1953.
- Роберт Улрих, амбасадор, 1951. - 1952.
- Виктор фон Херен, посланик, 1933. - 1941.
- Улрих фон Хасел, 1930. - 1932.
- Адолф Кестер, посланик, 1928. - 1930.
- Франц Олзхаузен, посланик, 1926. - 1927.
- Фридрих фон Келер, посланик, 1921. - 1924.
- Јулиус фон Гризингер, посланик, 1911. - 1914.
- Франц фон Рајхенау, посланик, 1909. - 1911.
- Албрехт фон Фоигтс-Рец, посланик. 1903. - 1911.
- Лудвиг фон Векен-Готер, посланик, 1891. - 1902.
- Хиполит фон Браи-Стајнбург, посланик, 1876. - 1891.
- Антон Заурма фон дер Јелч, генерални конзул, 1875. - 1876.
- /  Георг Розен, ген. конзул, 1867. - 1875.
- Феликс Јозеф Лауберау, конзул, 1863. - 1867.
- де Мерони, конзул, 1854. - 1863.

#### У Берлину и Бону
- Снежана Јанковић, амбасадор, 2019. -
- Душан Црногорчевић, амбасадор, 2015. - 2019.
- Боро Шупут, отправник послова
- Јасмина Величковић, отпр. послова, 2014. -
- Миодраг Мишић, отпр. послова, 2013. - 2014.
- Иво Висковић, амбасадор, 2009. - 2013.
- /  Огњен Прибићевић, амбасадор, 2005. - 2009.
- /  Милован Божиновић, амбасадор, 2001. - 2005. - амбасада се сели у главни град уједињене Немачке Берлин
- Зоран Јеремић, отправник послова, 1992. - 1996. а затим и амбасадор, 1996. - 1999.
- Борис Фрлец, амбасадор, 1989. - 1991.
- Милан Драговић, амбасадор, 1985. - 1989.
- Драгутин Рожман, амбасадор, 1981. - 1985.
- Радован Макић, амбасадор, 1977. - 1981.
- Будимир Лончар, амбасадор, 1973. - 1977.
- Руди Чачинович, амбасадор, 1968. - 1973.
- Душан Кведер, амбасадор, 1956. - 1957.
- Младен Ивековић, амбасадор, 1952. - 1956.
- Стане Павлич, посланик, 1951. - 1952. - посланство премештено у главни град Зап. Немачке Бон[6]
- Иво Андрић, посланик, 1939. - 1941.
- Александар Цинцар-Марковић, посланик, 1935. - 1939.
- Живојин Балугџић, посланик, 1924. - 1926. и 1927. - 1935.
- Јосип Смодлака, посланик, 1926. - 1927.
- Јован Т. Марковић, посланик, 1923. - 1924.
- Бранко Лазаревић, отпр. послова, 1922.
- Милутин Јовановић, отпр. послова
- Рајко Винтровић, отпр. послова, 1920. - 1923.
- Милош М. Богићевић, отпр. послова, 1907. - 1914.
- Милан Богићевић, посланик
- Михаило Вујић, посланик, 1906.
- Михаило Милићевић, посланик у Берлину и Хагу, 1903. - 1905.
- Петар Стејић, посланик, 1901. - 1903.
- Милан Богићевић, посланик, 1896. - 1900.
- Стеван Пантелић, посланик, 1895.
- Иван Павловић, отправник послова, 1893. - 1895.
- Милан Ф. Христић, посланик, 1888. - 1892.
- Милан Петронијевић, 1882. - 1888. - отворено посланство у Берлину

## Поређење
|                 | Немачка                                      | Србија                                        |
| --------------- | -------------------------------------------- | --------------------------------------------- |
| Становништво    | 81.197.500                                   | 9.024.734 (са КиМ)                            |
| Површина        | 357.111                                      | 88.361 km²                                    |
| Престоница      | Берлин - 3.397.469 (5.000.000 шире подручје) | Београд - 1.233.796 (1.659.440 шире подручје) |
| Облик владавине | Савезна република                            | Парламентарна република                       |
| Званични језик  | Немачки                                      | Српски                                        |

## Галерија
- Председник владе Стојадиновић у разговору са немачким министром иностраних послова фон Нојратом, јануара 1938
- На паради у Берлину, Хитлер и принц Павле, иза њих Иво Андрић, у јуну 1939. године
- Драгиша Цветковић и Јоахим фон Рибентроп потписују бечки протокол 25. марта 1941.
- Тито и Вили Брант у Бону, 1970.